# イバン・ザイツェフ
イバン・ザイツェフ（Ivan Zaytsev、 1988年10月2日 - ）は、ロシア系イタリア人の男子バレーボール選手。イタリア代表。

## 来歴
実父はバレーボールソ連男子代表の名セッター、モスクワオリンピック金メダリストのビャチェスラフ・ザイツェフ。父がイタリアでプレーしていた1988年にペルージャ県スポレートで生まれた。一時サンクトペテルブルクに移住したが、10歳の時にイタリアに戻りバレーボールを始める。当時、「ザイツェフの息子がバレーボールを始めた」と話題になったという。
2001年にペルージャにあるセリエC2のジュニアチームでセッターとして競技者生活を始め、2004年にペルージャ入りした。2009年からはセリエA2のMローマ・バレーに移籍し、アンドレア・ジャーニ監督の勧めでウィングスパイカーに転向。2010年のセリエA2優勝に大きく貢献し、自らもMVPを受賞した。
2008年にバレーボールイタリア男子代表に選出され、2010年の2010年バレーボール男子世界選手権や2011年の2011年ワールドカップバレーボールに出場した。
2012年8月のロンドンオリンピックでは、銅メダルを獲得した。

## 球歴
- オリンピック - 2012年（銅メダル）
- バレーボール世界選手権 - 2010年（4位）
- バレーボール・ワールドカップ - 2011年（4位）

## 所属クラブ
- ペルージャ・バレー（2004-2006年）
- Mローマ・バレー（2006-2007年）
- トップ・ラティーナ（2007-2008年）
- Mローマ・バレー（2008-2012年）
- ルーベ・マチェラータ（2012-2014年）
- ディナモ・モスクワ（2014-2016年）
- アル・アラビ・バレー（2016年）
- シル・サフェーティ・ペルージャ（2016-2018年）
- モデナ・バレー（2018-2020年）
- クズバス・ケメロヴォ (2020-21年)
- ASバレー・ルーベ (2022年-)